# Haarlem-Amszterdami egyházmegye
A Haarlem-Amszterdami egyházmegye (hollandul: Bisdom Haarlem-Amsterdam, latinul: Dioecesis Harlemensis-Amstelodamensis) a katolikus egyház latin rítusú egyházmegyéje Hollandiában. Az Utrechti főegyházmegye egyháztartományának 7 szuffragán egyházmegyéjének egyike, területe magában elfoglalja Északnyugat-Hollandiát, beleértve Haarlemet és Amszterdamot. Monsignor Jozef Marianus Punt tölti be a megyéspüspöki tisztséget 2001 óta.

## Története
Az egyházmegyét 1559-ben alapították Közép-Holland és Észak-Holland területén, kánonjogilag elvált az Utrechti egyházmegye területétől, amely ezzel egyidejűleg érseki metroplóliává vált. 1592-ben (a Németalföldi szabadságharc idején, amikor a spanyol korona elvesztette Hollandiát), elnyomták, területe az új Holland Misszió részévé vált, mint Apostoli vikáriátus. 1833-ban mint (elő-püspökséget) Haarlemi apostoli adminisztratúrát állították helyre, mely 1853. március 4-én Haarlemi egyházmegye rangra emelkedett. 1955. július 16-án területet vesztett, hogy a Bredai egyházmegye léte megalapozottabbá váljon, valamint a Groningeni egyházmegye és a Rotterdami egyházmegye megalapítása céljából. 2001-ben, monsignor Jozef Marianus Punt lett a Haarlemi egyházmegye püspöke.
2008. október 7-én átnevezték Haarlem–Amsterdami egyházmegyének. 2011. október 25-én lett ismert, hogy XVI. Benedek pápa elfogadta Johannes Gerardus Maria van Burgsteden püspök lemondását segédpüspöki tisztségről. Monsignor Johannes Maria Willibrordus Hendrikset nevezték ki az új segédpüspökké.

## Szomszédos egyházmegyék
- Groningen-Leeuwardeni egyházmegye (északkelet)
- Utrechti főegyházmegye (délkelet)
- Rotterdami egyházmegye (dél)

## Fordítás
- Ez a szócikk részben vagy egészben  a   Roman Catholic Diocese of Haarlem-Amsterdam című angol Wikipédia-szócikk fordításán alapul.  Az eredeti cikk szerkesztőit annak laptörténete sorolja fel. Ez a jelzés csupán a megfogalmazás eredetét és a szerzői jogokat jelzi, nem szolgál a cikkben szereplő információk forrásmegjelöléseként.